# Sibbaldia cuneifolia
Sibbaldia cuneifolia är en rosväxtart som först beskrevs av Antonio Bertoloni, och fick sitt nu gällande namn av Paule, Soják. Sibbaldia cuneifolia ingår i släktet dvärgfingerörter, och familjen rosväxter. Inga underarter finns listade i Catalogue of Life.